# Yemouel
Yemouël ou Nemouël est un fils de Siméon fils de Jacob et de Léa. Ses descendants s'appellent les Nemouélites.

## Yemouël et ses frères
Yemouël ou Nemouël a pour frères Yamîn, Ohad, Yakîn ou Yarib, Tsohar ou Zérah et Shaoul,,,.

## Yemouël en Égypte
Yemouël ou Nemouël part avec son père Siméon et son grand-père Jacob pour s'installer en Égypte au pays de Goshen dans le delta du Nil.
La famille des Nemouélites dont l'ancêtre est Nemouël ou Yemouël sort du pays d'Égypte avec Moïse,.